# Héritière d'un jour
Pour plus de détails, voir Fiche technique et Distribution.
Héritière d'un jour (Heiress for a Day) est un film américain réalisé par John Francis Dillon, sorti en 1918.

## Synopsis
Helen Thurston, manucure au Ritz, est amoureuse de son riche patron Jack Standring, mais la mère de celui-ci veut qu'il épouse une jeune femme de la haute société. Helen apprend qu'elle vient d'hériter des millions de son grand-père, et elle achète à crédit de belles robes et des bijoux. Mais Jack n'est pas impressionné. Bientôt Helen apprend que sa part d'héritage n'est que 1 000 $, le reste allant à son cousin Spindrift. Les créanciers la poursuivent et, lors d'un bal chez les Standring, un policier menace de l'arrêter. Touché par son histoire, Jack décide de s'enfuir avec elle. Finalement Spindrift ne respecte pas les conditions du testament, et Helen hérite de l'ensemble de la fortune.

## Fiche technique
- Titre original : Heiress for a Day
- Titre français : Héritière d'un jour
- Réalisation : John Francis Dillon
- Scénario : Robert F. Hill
- Photographie : Stephen S. Norton
- Société de production : Triangle Film Corporation
- Société de distribution : Triangle Distributing Corporation
- Pays de production :  États-Unis
- Langue originale : anglais
- Format : noir et blanc — 35 mm — 1,37:1 — Film muet
- Genre : Comédie dramatique
- Durée : 50 minutes (5 bobines)
- Dates de sortie : 
  - États-Unis : 3 mars 1918
  - France : 27 mai 1921
- Licence : Domaine public

## Distribution
- Olive Thomas : Helen Thurston
- Joe King : Jack Standring
- Eugene Burr : Spindrift
- Graham Pettie : le vieux Hodges
- Lillian Langdon : Mme Standring
- Mary Warren : Grace Antrim
- Anna Dodge : Mme Rockland